# Albert Clarac
Pour les articles homonymes, voir Clarac.
Albert Clarac, né le 13 janvier 1854 à Fort-de-France (Martinique) et mort le 25 mai 1934 à Paris, est un médecin tropicaliste, militaire, français qui a marqué l'histoire du Service de santé des troupes coloniales par ses travaux scientifiques, son rôle de premier directeur de l'École du Pharo, puis de directeur du service de santé de l'Indochine.

## Biographie

### Enfance et formation
Albert Clarac est né à la Martinique d'un père originaire de Nay (Pyrénées-Atlantiques) et d'un mère créole, née Jaham Desrivaux. Il est le cinquième enfant d'une fratrie de neuf. Son père, Gustave, et ses deux oncles paternels, étaient nés à Trinité, alors partiellement française, où leur propre père avait émigré et réussit dans ses affaires. Mais, orphelins très jeunes, Gustave Clarac et ses frères s'étaient établis à la Martinique n'ayant jamais pu recouvrer les biens paternels. Sa famille maternelle est une ancienne et importante famille créole martiniquaise aux nombreuses branches. Son grand-oncle Charles Jaham Desrivaux, ayant été un des chefs de la guerre dite de Vendée martiniquaise, ou Vendée créole, finalement fusillé par Rochambeau,.
Après une scolarité insulaire, Albert Clarac vient en métropole préparer le baccalauréat à Miramont (Lot-et-Garonne) où il est scolarisé chez Hyppolythe Maugras, maître de pension depuis 1842. Il obtient un baccalauréat ès lettres à Bordeaux en 1874. Il séjourne ensuite à Brest, chez une cousine Marie-Louise Jaham Desrivaux épouse Lucas, dont le beau-frère le Docteur Désiré Lucas, médecin de marine, va avoir une forte influence sur le jeune CLarac. Il lui transmet le goût de son métier et le prépare à différents examens et concours. Il est reçu au baccalauréat ès sciences restreint à Rennes en 1874, valide en deux mois une première année de médecine, intègre l'école du service de santé de la Marine de Brest en deuxième année en août 1874, est reçu au concours d'aide-médecin en 1875.

### Vie de famille
Le 24 avril 1880, il épouse Alice Grihault des Fontaines (1860-1925), fille de Pierre Emmanuel et d’Hermance de Jorna de la Calle, créole de la Martinique comme lui. Par ce mariage il devint le tuteur des quatre frères et sœurs de son épouse, jeunes orphelins. Ils eurent six enfants : cinq filles et un fils, né en 1885, Gustave, interne des hôpitaux de Paris, mort pour la France en 1917.Ses filles furent Jeanne, Gabrielle, Marthe (dite Manon), Yvonne et Marie Thérèse.
Le fils de sa cousine Louise Lucas, qui l'a hébergé dans sa jeunesse à Brest, devient peintre sous le nom de Désiré-Lucas et réalise un portrait dans son grand âge du Médecin général Albert Clarac (collection privée).

### Carrière
Il embarque à 21 ans comme aide-médecin  sur le voilier de transport Le Tage pour un tour du Monde qui l'amène en Nouvelle-Calédonie par le Cap de Bonne Espérance à l'aller et le Cap Horn au retour. Ce transport est principalement destiné à la déportation de bagnards et communards. Cette circumnavigation de 10 mois, où le mal de mer et la vie à bord le dégoûtent à jamais de la navigation, le décide de ne rechercher dorénavant que des postes à terre aux colonies,.
Il sert ensuite en Martinique de 1878 à 1881, à l'hôpital militaire de Fort-de-France puis à la fin de son séjour à Saint-Pierre où il est responsable des victimes de l'épidémie de fièvre jaune de 1881,. De retour en métropole, il soutient son doctorat en médecine à Paris et réussit le concours permettant d'être promu médecin de 1re classe à Brest avant de rejoindre la Guyane après seulement 8 mois en Europe. Il séjourne en Guyane de 1881 à 1884, d'abord à Cayenne, puis comme médecin aux bagnes de Saint-Laurent-du-Maroni et des îles du Salut. À Lorient en 1884, il obtient un congé d'un an pour préparer, à Paris, le concours de professeur des hôpitaux des ports. Ce congé est interrompu pour des raisons de services qui le ramènent à Lorient sans qu'il ait pu se présenter au concours : Albert Clarac ne sera donc jamais professeur ce qui lui occasionne dépit et crainte de devoir embarquer. Il obtient néanmoins une deuxième affectation à la Martinique pendant laquelle il séjourne à Saint-Pierre comme chef du service de santé. Ce séjour de 4 ans est une période assez aisée du fait de la possibilité d'une activité de clientèle. En 1887, il est pour la seconde fois confronté à une longue épidémie de fièvre jaune. À cette époque pré-vaccinale, Albert Clarac met sur le compte de l'immunité naturelle acquise au cours de sa jeunesse antillaise sa capacité (ainsi que celle de ses confrères créoles) à traverser sans encombre ces épidémies qui font des ravages chez les soignants fraîchement arrivés de métropole. En 1889, il est affecté à Cherbourg, comme médecin-résident puis chef du service de chirurgie de l'hôpital maritime.

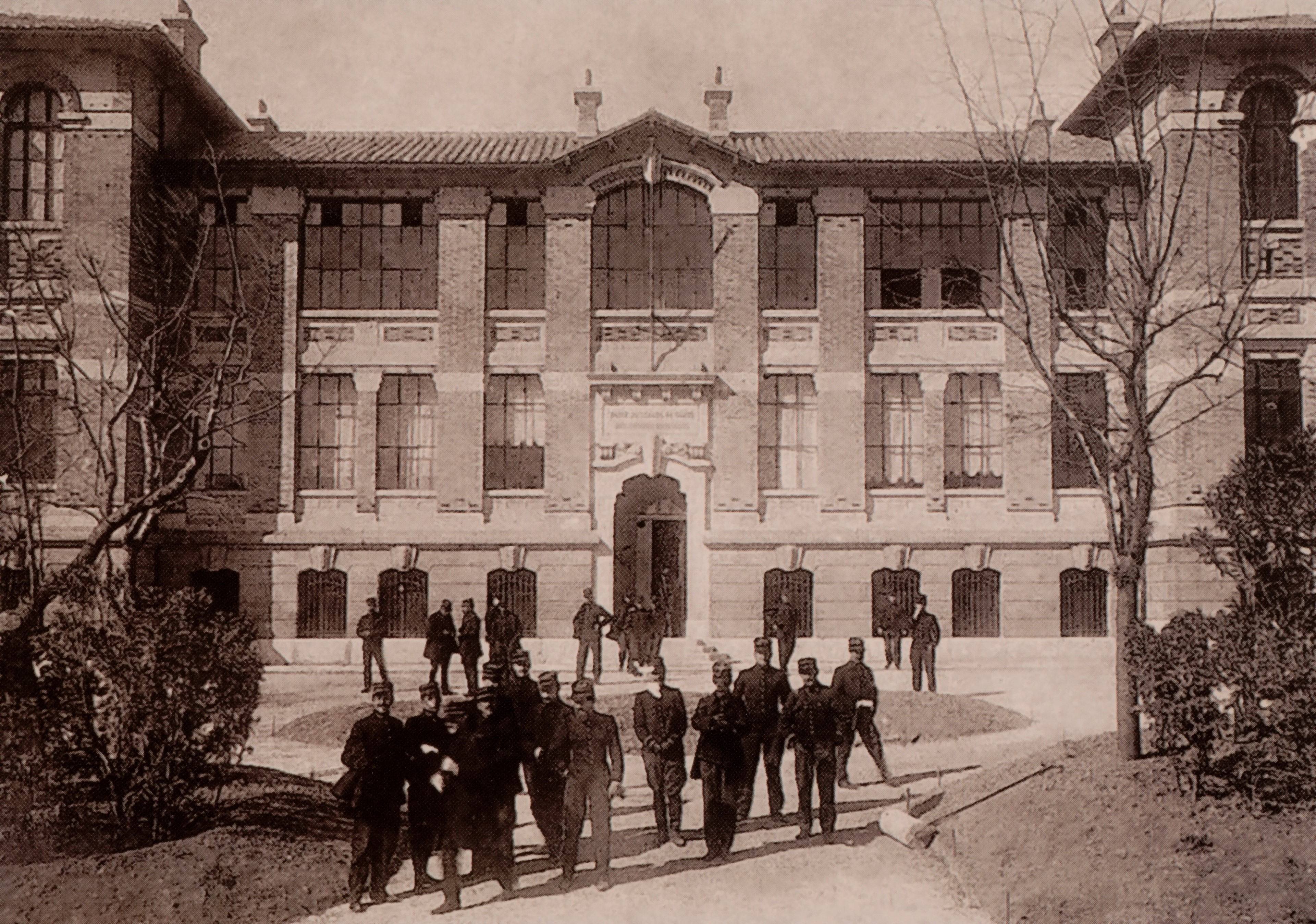
La première promotion d'élèves de l'école du Pharo créée par Albert Clarac

En 1890, Albert Clarac est versé à sa demande dans le tout nouveau Corps de santé des colonies et pays de protectorat avec le grade de médecin principal ; il est dans la foulée muté pour la troisième fois à la Martinique. Il est cette fois médecin-chef de l'hôpital de Saint-Pierre. Il doit essuyer dès le début de son séjour un terrible cyclone qui ravage la ville faisant de nombreuses victimes pour lesquelles ses talents de chirurgien sont requis. Il assure pendant ce séjour la direction médicale de l'Asile de Bethléem créé par Laure Duchamp lors du précédent séjour de la famille Clarac à Saint-Pierre.
Entre 1894 et 1896 il est affecté au Sénégal comme chef du service de santé de la deuxième circonscription, c'est-à-dire celle de Dakar qui n'est pas à l'époque la capitale. Après 18 mois passés au ministère des Colonies à Paris pendant lesquels il est promu médecin en chef de 2e classe, il est affecté à la Guyane comme chef du service de santé. Pour la première fois il part seul laissant épouse et enfants à Paris. Après un bref séjour à Paris, il est nommé, en 1902, directeur du Service de santé de Madagascar où il a le plaisir de servir sous les ordres de Galliéni. À peine arrivé, il doit laisser son épouse installer leur famille car il lui faut aller juguler l'épidémie de peste qui sévit à Majunga et qui ne doit en aucun cas sortir de la ville. Dans cette fonction et dans une colonie récente, il lui faut organiser l'assistance médicale indigène et favoriser le développement de l'école de médecine de Tananarive voulue et créée par Galliéni. Il lui faut aussi assurer un service médical de qualité pour le chantier du chemin de fer de Tananarive à Tamatave qui se fait dans un environnement insalubre pour les ouvriers. Mais surtout il conforte le déploiement de la vaccination contre la variole à partir du vaccin fabriqué sur place par André Thiroux depuis 1899, « avec 95 % de succès » après les échecs des vaccins importés de France ou d'Indochine. Le 1er juin 1903 il est promu médecin principal de 1re classe.

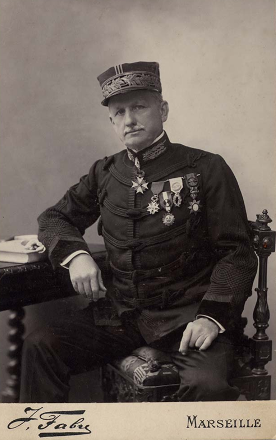
Albert Clarac, en 1911 à la fin de son temps de directeur de l'école du Pharo

Après son congé de fin de campagne, il est à Paris, le directeur du service de santé du Corps d'armée des troupes coloniales. Mais dès 1905 il est informé de sa prochaine nomination à la direction de l'École d'application du service de santé des troupes coloniales qui est en construction à Marseille et qui doit absolument ouvrir à l'automne 1906. Pendant ces 18 mois il cumule ses deux fonctions faisant de nombreux séjours à Marseille pour conseiller et surveiller le chantier tout en préparant avec l'école du Val-de-Grâce le projet pédagogique du nouvel établissement qu'il veut essentiellement tourné vers une pédagogie pratique. Le 3 juillet 1906, il prend à Marseille, ses fonctions de premier directeur de l'école, qui sera plus connue sous le nom d'École du Pharo,. Il est dès l'origine de celle-ci responsable de son dynamisme et du succès de ses enseignements. Il y a comme sous-directeur Paul-Louis Simond qui vient de découvrir le rôle du rat et de la puce dans la transmission de la peste. La première promotion entre le 1er février 1907 et comporte 58 officiers élèves. Albert Clarac reste 6 ans au Pharo, en comptant parmi ses élèves des noms comme Eugène Jamot ou Adolphe Sicé. En mars 1911, couronnement de son action et prélude à son départ de Marseille il est nommé médecin inspecteur.
En 1912, il est directeur du Service de santé en Indochine et inspecteur général des services de santé et d'hygiène avec donc droit de contrôle et de surveillance sur les services de santé publics civils et militaires du Tonkin, de l'Annam, de la Cochinchine, du Cambodge mais aussi de Yunnanfou et de la mission médicale française de Canton.
Au printemps 1914, il rentre définitivement en France. La déclaration de guerre le trouve dans son congé de fin de campagne, dès l'ordre de mobilisation générale il se met à la disposition du ministère de la guerre. Malgré sa demande, aucune direction du service de santé de corps d'armée ne lui est confiée. Début septembre, il chargé d'inspecter les formations sanitaires des IXe (Tours) et XIIe (Limoges) régions militaires. Comme partout en cette première année de guerre, il lui faut improviser, pour lui c'est dans le domaine de la mise en route et du fonctionnement de nombreux hôpitaux auxiliaires qu'il faut faire preuve d'imagination et d'autorité. Il constate à Limoges l'afflux de généraux révoqués et prédit « Limogés, limogeage, deux mots qui ne figurent pas encore au dictionnaire mais qui y seront certainement un jour, car ils sont rentrés maintenant dans le langage courant, pour désigner un grand personnage renvoyé de sa fonction ».
Le 16 mars 1915 il est nommé directeur du service de santé de la XVIIIe région militaire dont le siège est à Bordeaux. En 1916, bien qu'atteint par la limite d'âge il est maintenu en fonction au titre de la réserve jusqu'en mars 1918.

### Mort
Albert Clarac se retire à Paris où il est attiré par la vie culturelle et intellectuelle. Il y habite jusqu’à la fin de sa vie. Il reprend ses notes et rédige ses mémoires « pour mes enfants et petits enfants ». Il aime participer aux séances de la Société de pathologie exotique. Plusieurs deuils vont encore marquer ses dernières années : son épouse en 1925 et Marie Thérèse, sa fille, en 1927. Il meurt le 25 mai 1934, à 80 ans.

## Œuvre scientifique

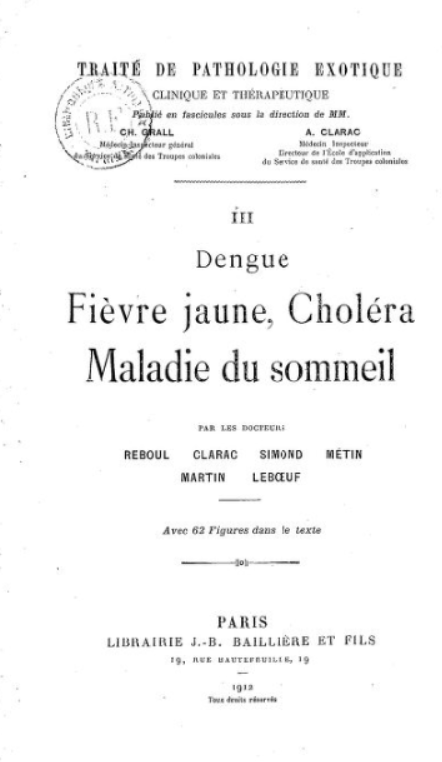
Couverture du troisième volume du Traité de pathologie exotique, co-dirigé par Albert Clarac.

Il publie tout au long de sa carrière une importante production médicale sur les maladies exotiques qui trouve son apogée dans le Traité de pathologie exotique, clinique et thérapeutique qu'il édite en 7 volumes entre 1909 et 1919 en collaboration avec Charles Grall.
Il laisse aussi un texte manuscrit de mémoires qui court de sa jeunesse à 1918. Ce texte, retrouvé et transmis par la veuve de son petit-fils a bien failli disparaître. Geneviève Salkin, historienne, alors Secrétaire générale du Comité de documentation historique de la Marine, se charge de le mettre en forme et d'y adjoindre une biographie ; le Service historique de la Marine le publie en 1994.

## Hommages
L'hôpital militaire de Fort-de-France, devenu l'hôpital spécialisé en cancérologie du Centre hospitalier universitaire de Fort-de-France (Martinique) porte son nom.
Albert Clarac est  Commandeur de la Légion d'honneur, commandeur de l'Étoile noire du Bénin, commandeur de l'Étoile d'Anjouan, officier du Dragon d'Annam,  Chevalier de l'ordre des Palmes académiques, titulaire de la Médaille d'argent des épidémies. Il a reçu trois médailles d'argent ainsi que le prix Clarens, le prix Vernois et le prix vaccine de l'Académie de Médecine.
Pendant des décennies la salle de réunion du directeur de l'École du Pharo portait le nom de salle Clarac.